# Nagy Dominik
Nagy Dominik (Bóly, 1995. május 8. –) magyar válogatott labdarúgó, középpályás, a Nyíregyháza Spartacus játékosa.

## Pályafutása

### Klubcsapatokban

#### Pécsi MFC
Az akkor még alig 18 éves támadó középpályás már a pécsiek színeiben bemutatkozott az NB I-ben, 2012. május 8-án a DVSC elleni bajnokin. A pécsi klub második legfiatalabb debütánsa lett ezzel Dárdai Pál után, aki 16 évesen mutatkozott be az élvonalban 1991-ben.  Bemutatkozó évében további két bajnokin jutott szóhoz, a 2012-2013-as idény tavaszi felét a Kozármislenynél töltötte. Tizenhárom bajnokin egy gólt ért el.

#### Ferencvárosi TC
Nagy Dominik 2013 nyarán Pécsről igazolt a Ferencváros csapatához. Első ferencvárosi idényében a második számú csapat alapembereként hét gólt szerzett, a Diósgyőr elleni Ligakupa-elődöntőn az első csapatban is bemutatkozott.
Nagy 2014 őszén korábbi klubja, a Pécsi MFC ellen megszerezte első NB I-es találatát. A játékos részt vett a magyar válogatottal a 2015-ös új-zélandi U20-as labdarúgó-világbajnokságon. A 2015-16-os szezonban egyre több lehetőséget kapott a duplázó, bajnok és kupagyőztes Ferencvárosban. 2016 márciusában szerződést hosszabbított.
2016. augusztus 31-én négy és fél évre szóló szerződést írt alá a Legia Warszawa csapatával. Nagy Dominik az őszt még a Ferencvárosban töltötte, majd télen csatlakozott a lengyel bajnoki címvédőhöz. Pályára lépett a nem túl jó emlékű BL-selejtezőkön az albán Partizani Tirana ellen, és alapembere volt a zöld-fehér csapatnak, tizennyolc bajnokin egyszer volt eredményes, valamint bemutatkozott a válogatottban is.

#### Legia Warszawa
2017. január 7-én sikeres orvosi vizsgálaton vett részt a lengyel csapatnál, majd hivatalosan is bemutatták új csapatánál, ahol a 21-es mezszámot kapta. Bemutatkozására március 12-én került sor, a 81. percben csereként állt be a Wisła Kraków elleni 1–0-ra megnyert bajnokin. Első gólját a KS Cracovia elleni idegenbeli bajnokin szerezte április 23-án. Nagy kezdőként 86 percet játszott, csapata 2–1-re megnyerte a mérkőzést. Május 7-én, a Gyurcsó Ádámmal felálló Pogoń Szczecin 2–0-s legyőzésekor gólt szerzett és büntetőt harcolt ki. A következő fordulóban a Termalicának is betalált, csapata 6-0-ra győzött. Május 28-án a Legia az ő góljával győzte le 1–0-ra a Korona Kielcét, így az utolsó forduló előtt két pontos előnyre tett szert a tabella első helyén. Ott már a döntetlen is elég volt a Lechia Gdańsk ellen (0–0), a Legia megvédte bajnoki címét. Július 12-én a finn IFK Mariehamn elleni 3–0-ra megnyert selejtező mérkőzésen megszerezte első gólját a legrangosabb kupasorozatban is. A 2016–2017-es szezonban tizenkét bajnokin négyszer volt eredményes és bajnoki címet nyert a Legiával. A következő szezon elején az új edző, Romeo Jozak nem számított Nagy játékára, akinek a hozzáállását is kritizálta, majd a tartalékok közé küldte a magyar középpályást.
Ezt követően a lengyel klubnál érdeklődött iránta a Ferencváros, a Videoton és a belga Standard de Liège is, csapata pedig a több játéklehetőség miatt el- vagy kölcsönadta volna. 2018. február 2-án hivatalossá vált, hogy Nagy visszatér egykori klubjához, a Ferencvároshoz.
Féléves ferencvárosi kölcsönjáték után visszatért a Legiához. A luxemburgi Dudelange ellen az Európa-liga selejtezőjében hazai pályán lejátszott első mérkőzésen elszenvedett 2–1-es vereséget követően több kritikát kapott a szurkolóktól és a sajtótól is. A sport.pl internetes szakportáltól 1-es osztályzatot kapott. Augusztus 12-én, a következő bajnoki fordulóban a Piast Gliwice elleni idegenben aratott 3–1-es győzelemkor ő szerezte csapata utolsó gólját. A bajnokság nyolcadik fordulójában a Lech Poznań elleni 1–0-ra megnyert mérkőzésen ő lőtte a Legia győztes gólját. Október 21-én, a Wisła Kraków elleni 3–3-as döntetlen alkalmával gólt lőtt és gólpasszt adott. November 3-án, a Górnik Zabrze ellen 4–0-ra megnyert bajnokin újabb gólt szerzett.
2020. október 6-án közös megegyezéssel felbontották a szerződését a lengyel klubnál. Összesen 84 tétmérkőzésen viselte a klub mezét, ezalatt pedig 13 gólt szerzett és ugyanennyi gólpasszt adott csapattársainak.

#### Panathinaikósz
2020 januárjában kölcsönben a görög élvonalban szereplő Panathinaikószhoz került a szezon hátralevő részére. Január 19-én, a Xánthi ellen 1–0-ra megnyert bajnoki mérkőzésen mutatkozott be a csapatban, csereként állt be a 73. percben. Első gólját március 1-jén szerezte, a Volosz ellen 4–1-re megnyert bajnokin. Június 7-én, a bajnokság 27. fordulójában gólpasszt adott az AÉK elleni 1–1-es döntetlen alkalmával. Június közepén egy vádlisérülés miatt kellett kihagynia több mérkőzést. Június 29-én a görög csapat hivatalos honlapján jelezte, hogy az első tizenegy tétmérkőzésén egy gólt és két gólpasszt szerző Nagy kölcsönszerződését a koronavírus-járvány miatt kitolódott szezon végéig meghosszabbították.

#### Budapest Honvéd
2021. január 19-én két évre szóló szerződést írt alá a Budapest Honvéd csapatához. 2023 elején nem hosszabbított szerződést, kispesti színekben 44 tétmeccsen 9 gólt szerzett és 10 gólpasszt adott.

#### Nyíregyháza Spartacus
2023 nyarán az NB II-es Nyíregyházához igazolt.

### A válogatottban
Nagy Dominik 2011-ben szerepelt először az utánpótlás válogatottakban, Pisont István hívta be az Európa-bajnoki selejtezőre készülő U17-es válogatottba, majd egy év múlva Mészöly Géza is számított rá az egy évvel idősebbek között. 2014-ben tagja volt a hazai rendezésű U19-es Európa-bajnokságon szereplő válogatottnak, 2015-ben pedig részt vett az új-zélandi U20-as világbajnokságon, ahol a magyar válogatott a későbbi bajnok szerb válogatottól kapott ki a negyeddöntőben. 2016. november 15-én mutatkozott be a magyar felnőtt válogatottban, Bernd Storck a svédek elleni barátságos mérkőzés 78. percében cserélte be Lovrencsics Gergő helyére. 2018. október 15-én, az észtek elleni 3–3-as döntetlen alkalmával megszerezte első gólját a válogatottban.

## Magánélete
2024-ben feleségül vette élettársát, Nagy-Németh Petrát.

## Sikerei, díjai
Ferencváros
- Magyar bajnok: 2015–16
- Magyar ligakupa-győztes: 2015
- Magyar első osztály-bronzérmes: 2014
- Magyar kupagyőztes: 2015, 2016, 2017
- Magyar első osztály-ezüstérmes: 2015, 2018
- Magyar szuperkupa-győztes: 2015

 Legia Warszawa
- Lengyel bajnok: 2016-17, 2017-18, 2019-20[38]

 Magyarország U20, Magyarország U19
- U19-es labdarúgó-Európa-bajnokság – csoportkörös: 2014
- U20-as labdarúgó-világbajnokság – negyeddöntős: 2015

## Statisztika

### Klubcsapatokban
2025. augusztus 9-i állapot szerint.
| Klub                        | Szezon         | Bajnokság        | Bajnokság | Bajnokság | Kupa  | Kupa  | Nemzetközi | Nemzetközi | Egyéb | Egyéb | Összesen | Összesen |
| Klub                        | Szezon         | Bajnokság        | Mérk.     | Gólok     | Mérk. | Gólok | Mérk.      | Gólok      | Mérk. | Gólok | Mérk.    | Gólok    |
| --------------------------- | -------------- | ---------------- | --------- | --------- | ----- | ----- | ---------- | ---------- | ----- | ----- | -------- | -------- |
| Pécsi MFC                   | 2011–12        | NB I             | 2         | 0         | —     | —     | —          | —          | —     | —     | 2        | 0        |
| Pécsi MFC                   | 2012–13        | NB I             | 1         | 0         | 1     | 0     | —          | —          | —     | —     | 2        | 0        |
| Pécsi MFC                   | Összesen       | Összesen         | 3         | 0         | 1     | 0     | —          | —          | —     | —     | 4        | 0        |
| Kozármisleny (kölcsönben)   | 2012–13        | NB II            | 13        | 1         | —     | —     | —          | —          | —     | —     | 13       | 1        |
| Ferencváros                 | 2013–14        | NB I             | 0         | 0         | 0     | 0     | —          | —          | —     | —     | 0        | 0        |
| Ferencváros                 | 2014–15        | NB I             | 10        | 1         | 5     | 2     | —          | —          | —     | —     | 15       | 3        |
| Ferencváros                 | 2015–16        | NB I             | 15        | 0         | 5     | 2     | 1          | 0          | —     | —     | 21       | 2        |
| Ferencváros                 | 2016–17        | NB I             | 18        | 1         | 1     | 0     | 2          | 0          | —     | —     | 21       | 1        |
| Ferencváros                 | Összesen       | Összesen         | 43        | 2         | 11    | 4     | 3          | 0          | —     | —     | 57       | 6        |
| Legia Warszawa              | 2016–17        | Ekstraklasa      | 12        | 4         | —     | —     | 0          | 0          | —     | —     | 12       | 4        |
| Legia Warszawa              | 2017–18        | Ekstraklasa      | 9         | 1         | 2     | 1     | 5          | 1          | 1     | 0     | 17       | 3        |
| Legia Warszawa              | 2018–19        | Ekstraklasa      | 30        | 5         | 3     | 0     | 4          | 0          | 1     | 0     | 38       | 5        |
| Legia Warszawa              | 2019–20        | Ekstraklasa      | 9         | 1         | 1     | 0     | 7          | 0          | —     | —     | 17       | 1        |
| Legia Warszawa              | Összesen       | Összesen         | 60        | 11        | 6     | 1     | 16         | 1          | 2     | 0     | 84       | 13       |
| Ferencváros (kölcsönben)    | 2017–18        | NB I             | 13        | 0         | —     | —     | —          | —          | —     | —     | 13       | 0        |
| Panathinaikósz (kölcsönben) | 2019–20        | Görög Szuperliga | 9         | 1         | 2     | 0     | —          | —          | —     | —     | 11       | 1        |
| Budapest Honvéd             | 2020–21        | NB I             | 16        | 2         | 1     | 0     | —          | —          | —     | —     | 17       | 2        |
| Budapest Honvéd             | 2021–22        | NB I             | 23        | 7         | 4     | 0     | —          | —          | —     | —     | 27       | 7        |
| Budapest Honvéd             | Összesen       | Összesen         | 39        | 9         | 5     | 0     | —          | —          | —     | —     | 44       | 9        |
| Mezőkövesd Zsóry            | 2022–23        | NB I             | 5         | 0         | —     | —     | —          | —          | —     | —     | 5        | 0        |
| Nyíregyháza Spartacus       | 2023–24        | NB II            | 32        | 11        | 2     | 0     | —          | —          | —     | —     | 34       | 11       |
| Nyíregyháza Spartacus       | 2024–25        | NB I             | 25        | 3         | 3     | 1     | —          | —          | —     | —     | 28       | 4        |
| Nyíregyháza Spartacus       | 2025–26        | NB I             | 3         | 0         | —     | —     | —          | —          | —     | —     | 3        | 0        |
| Nyíregyháza Spartacus       | Összesen       | Összesen         | 60        | 14        | 5     | 1     | —          | —          | —     | —     | 65       | 15       |
| Teljes karrier              | Teljes karrier | Teljes karrier   | 245       | 38        | 30    | 6     | 19         | 1          | 2     | 0     | 296      | 45       |

### A válogatottban
| Magyarország | Magyarország | Magyarország |
| Év           | Mérk.        | Gólok        |
| ------------ | ------------ | ------------ |
| 2016         | 1            | 0            |
| 2017         | 1            | 0            |
| 2018         | 3            | 1            |
| 2019         | 5            | 0            |
| Összesen     | 10           | 1            |

### Mérkőzései a válogatottban
| Magyarország | Magyarország        | Magyarország                      | Magyarország | Magyarország | Magyarország | Magyarország    | Magyarország | Magyarország |
| #            | Dátum               | Helyszín                          | Hazai        | Eredmény     | Vendég       | Kiírás          | Gólok        | Esemény      |
| ------------ | ------------------- | --------------------------------- | ------------ | ------------ | ------------ | --------------- | ------------ | ------------ |
| 1.           | 2016. november 15.  | Budapest, Groupama Aréna          | Magyarország | 0 – 2        | Svédország   | barátságos      | -            | 78'          |
| 2.           | 2017. június 9.     | Andorra la Vella, Estadi Nacional | Andorra      | 1 – 0        | Magyarország | vb-selejtező    | -            | 21'          |
| 3.           | 2018. október 12.   | Athén, Olimpiai Stadion           | Görögország  | 1 – 0        | Magyarország | Nemzetek Ligája | -            | 68'          |
| 4.           | 2018. október 15.   | Tallinn, A. Le Coq Aréna          | Észtország   | 3 – 3        | Magyarország | Nemzetek Ligája | 1            | 24' 75'      |
| 5.           | 2018. november 15.  | Budapest, Groupama Aréna          | Magyarország | 2 – 0        | Észtország   | Nemzetek Ligája | -            | 65'          |
| 6.           | 2019. március 24.   | Budapest, Groupama Aréna          | Magyarország | 2 – 1        | Horvátország | Eb-selejtező    | -            | 40'          |
| 7.           | 2019. június 8.     | Baku, Olimpiai Stadion            | Azerbajdzsán | 1 – 3        | Magyarország | Eb-selejtező    | -            |              |
| 8.           | 2019. szeptember 5. | Podgorica, Podgoricai Stadion     | Montenegró   | 2 – 1        | Magyarország | barátságos      | -            | 69'          |
| 9.           | 2019. október 10.   | Split, Poljud Stadion             | Horvátország | 3 – 0        | Magyarország | Eb-selejtező    | -            | 60'          |
| 10.          | 2019. október 13.   | Budapest, Groupama Aréna          | Magyarország | 1 – 0        | Azerbajdzsán | Eb-selejtező    | -            | 71'          |
|              | Összesen            |                                   |              | 10           | mérkőzés     |                 | 1            | gól          |